# Emanuel Hloupý
Emanuel Hloupý (23. srpna 1904, Praha–Holešovice – 15. únor 1967, Nechanice) byl významný sběratel českého moderního umění, ale také antického skla, keramikyu a mincí. Sbírku moderního umění v závěti odkázal Národní galerii v Praze, kolekci antického umění z Národnímu muzeu a Uměleckoprůmyslovému muzeu v Praze.

## Život
Emanuel Hloupý se narodil v početné rodině topiče státní dráhy Jana Hloupého (*1861) a jeho manželky Alžběty, rozené Kratochvílové (*1862). Byl nejmladší ze šesti synů (jeden zemřel předčasně), měl též sestru.
Vyučil se mědikovcem a později pracoval jako montér Škody Hradec Králové. Byl vysílán na montáže i do zahraničí. Roku 1949 pracoval na stavbě cukrovaru v Sýrii, odkud přivezl z vykopávek kolekci antického skla, kterou později odkázal Národnímu muzeu.  Za druhé světové války, kdy bylo moderní umění pro zájemce nepřístupné, byla Hloupého soukromá sbírka otevřena návštěvám. Krátce po válce počítal s odkazem městu Hradec Králové, ale po negativních zkušenostech a šikanování v 50. letech se rozhodl sbírku věnovat Národní galerii v Praze. V 60. letech pracoval jako konzervátor Muzea v Hradci Králové.
Sbírat umění začal už počátkem 30. let a svým zaujetím i odbornými znalostmi byl mezi sběrateli výjimečnou osobností. Vincenc Kramář ho přátelsky nazýval panem Chytrým. Když se o něm dozvěděl profesor František Muzika, navštívil ho v Hradci Králové osobně a ocenil jeho znalosti i výjimečný cit pro výtvarné umění. Muzika i jeho přátelé poté některé obrazy věnovali Hloupému zdarma. Hloupý zprvu nakupoval díla hradeckých umělců a během návštěv Prahy se postupně seznámil s řadou výtvarníků i literátů. Díla většinou získával na splátky a díky osobním přátelstvím i za přijatelné ceny. Jednou z jeho prvních akvizic bylo roku 1936 Fillovo Zátiší s eidamským sýrem. Fillovy obrazy i sochy, reprezentující průřez celou jeho tvorbou od holandského období až do konce 30. let, tvořila jádro sbírky. Předválečná díla Emila Filly ze sbírky Hloupého byla např. roku 1966 součástí výstavy Paris-Praha v Muzeu moderního umění v Paříži. Během války si Hloupý dopisoval s Hanou Fillovou a po návratu Emila Filly z koncentračního tábora jim občas zajistil dodávky potravin z venkova. První článek o jeho sbírce byl publikován už roku 1947. Hloupý také roku 1947 uváděl výstavu Skupiny Ra v Hradci Králové.
Zvláštní místo ve sbírce Hloupého měl František Gross, zastoupený rozsáhlým souborem prací. Kromě toho shromáždil Hloupý velký soubor surrealisticko-imaginativního umění s díly Jindřicha Štyrského, Toyen, Františka Muziky (vše z 30. let), díla Zdeňka Sklenáře ze 40. let a poválečné umění zastoupené díly Mikuláše Medka, Václava Hejny, Oty Janečka, Roberta Piesena. V 60. letech kupoval díla Jiřího Balcara a Vladimíra Boudníka. Hloupý vlastnil i díla imaginativního sochařství (Filla, Preclík), mezi pracemi na papíře byl např. soubor karikatur Antonína Pelce.
Roku 1965 se Emanuel Hloupý sám obrátil na Národní galerii s úmyslem jí svou sbírku odkázat. Motivací byl pro něj i slib tehdejšího ředitele Jana Krofty, že kolekce bude zachována ve své celistvosti a Hloupý tak bude mít vybudován jakýsi památník. Ještě rok po uzavření smlouvy, v lednu 1967, přivolal v té době těžce nemocný sběratel k sobě do nemocnice přítele Petra Hartmanna, aby na seznam odkázaných položek připsal díla Štyrského a Toyen aktuálně zapůjčené na výstavu. Celková hodnota odkázané sbírky byla v roce 1967 vyčíslena na jeden a čtvrt milionu korun.
Odkaz sbírky Emanuela Hloupého měl velký ohlas v dobovém tisku. Některé články živily mýtus o prostém a nezištném královéhradeckém montérovi a sociální kontext vzniku sbírky, aniž by zmiňovaly, že sbírka byla darována sběratelem umění. Jiní se upřímně podivovali nad tím, jak mohl za pouhých třicet let shromáždit takové umělecké poklady.
Hloupý vlastnil i sbírku antických mincí a lidové keramiky, kterou odkázal Národnímu muzeu v Praze a knihovnu, kterou získala Státní vědecká knihovna v Hradci Králové.

## Sbírka obrazů (výběr)
- Emil Filla, Zátiší s houslemi (1926)
- Emil Filla, Celista (1930)
- Emil Filla, Žena po koupeli (1930)
- Emil Filla, Zátiší se sovou (1936)
- Emil Filla, Zátiší s eidamským sýrem (1936)
- Emil Filla, Zápas Hérakla se lvem (30. léta)
- Emil Filla, socha Hlava
- František Muzika, Akt (1930)
- Zdeněk Sklenář, Zelené zátiší (40. léta)
- František Gross, Město (1943–1947)
- Mikuláš Medek, Hlava plná malých nezbedností (1960)[15]

### Výstavy (výběr)
- 1966 České moderní umění ze sbírky Emanuela Hloupého, Palác Kinských, Praha
- 1996 Osudová zalíbení: Sběratelé moderního umění I. 1900–1996, Veletržní palác, Praha